# Catasticta rileya
Catasticta rileya är en fjärilsart som beskrevs av Brown och Gabriel 1939. Catasticta rileya ingår i släktet Catasticta och familjen vitfjärilar.
Artens utbredningsområde är Peru. Inga underarter finns listade i Catalogue of Life.